# Liste von Winchester-Magnum-Patronen
Winchester Magnum ist die Bezeichnung einer Serie von Gewehr-Magnum-Patronen mit Gürtelhülsen, die die Firma Winchester Repeating Arms Company von 1956 an kurz nacheinander herausbrachte. Wie alle Magnum-Patronen zeichnen sie sich durch eine verstärkte Ladung gegenüber den normalen Patronen aus.
Zur Serie gehören:
- .22 Winchester Magnum (1959) - .224 Zoll (5,700 mm)
- .264 Winchester Magnum (1958) - .264 Zoll (6,700 mm)
- .300 Winchester Magnum (1963) - .308 Zoll (7,620 mm)
- .338 Winchester Magnum (1958) - .338 Zoll (8,610 mm)
- .458 Winchester Magnum (1956) - .458 Zoll (10,600 mm)